# Serviço de Migração de Timor-Leste

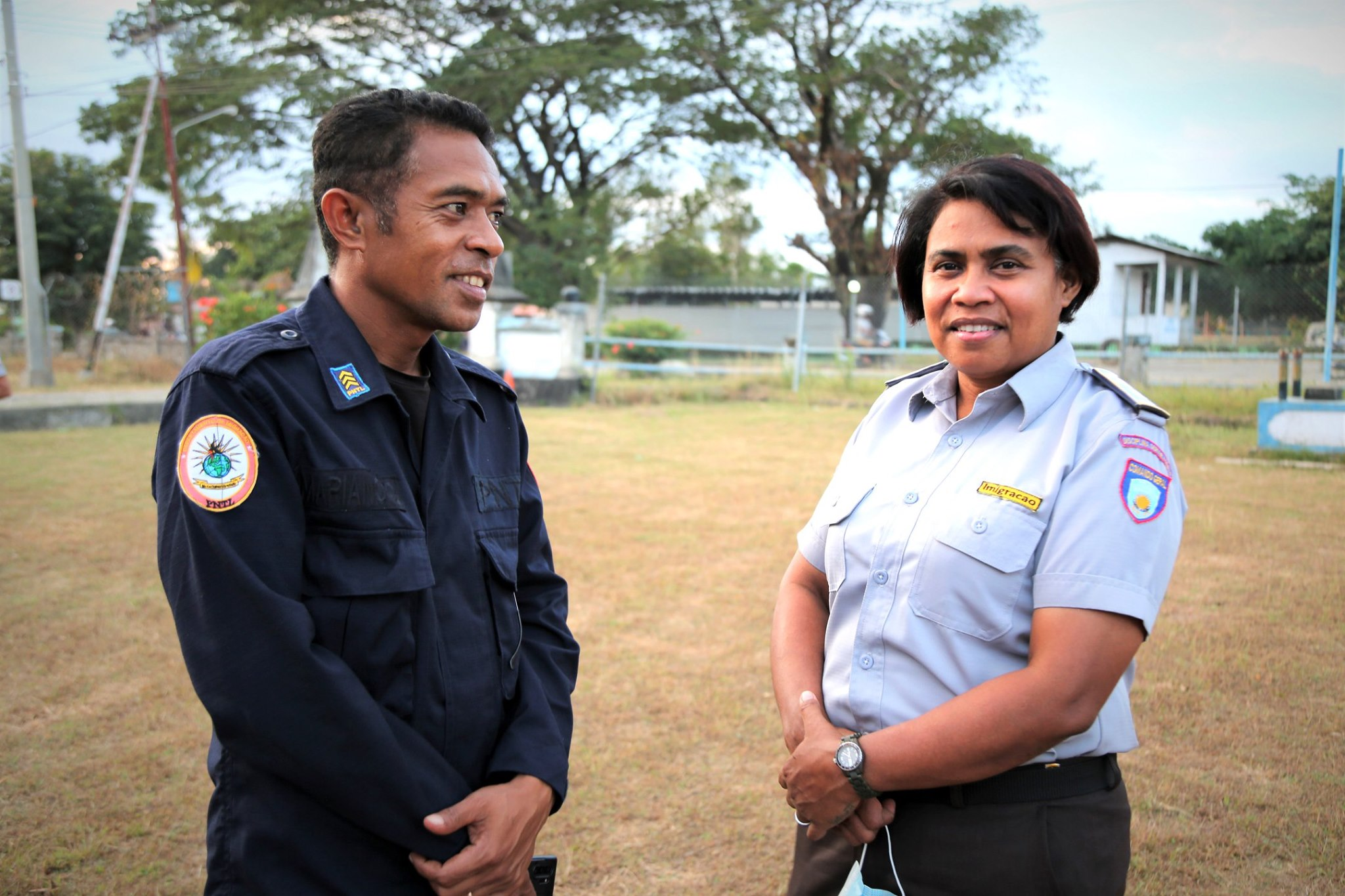
Beamte des Serviço de Migração (2020)

Der Serviço de Migração de Timor-Leste (portugiesisch, ehemals Departamento de Migração), beziehungsweise Servisu Migrasaun Timor-Leste (tetum) ist die Einwanderungsbehörde Osttimors. Der Serviço de Migração de Timor-Leste hat seinen Sitz neben dem Innenministerium in Vila Verde.

## Übersicht

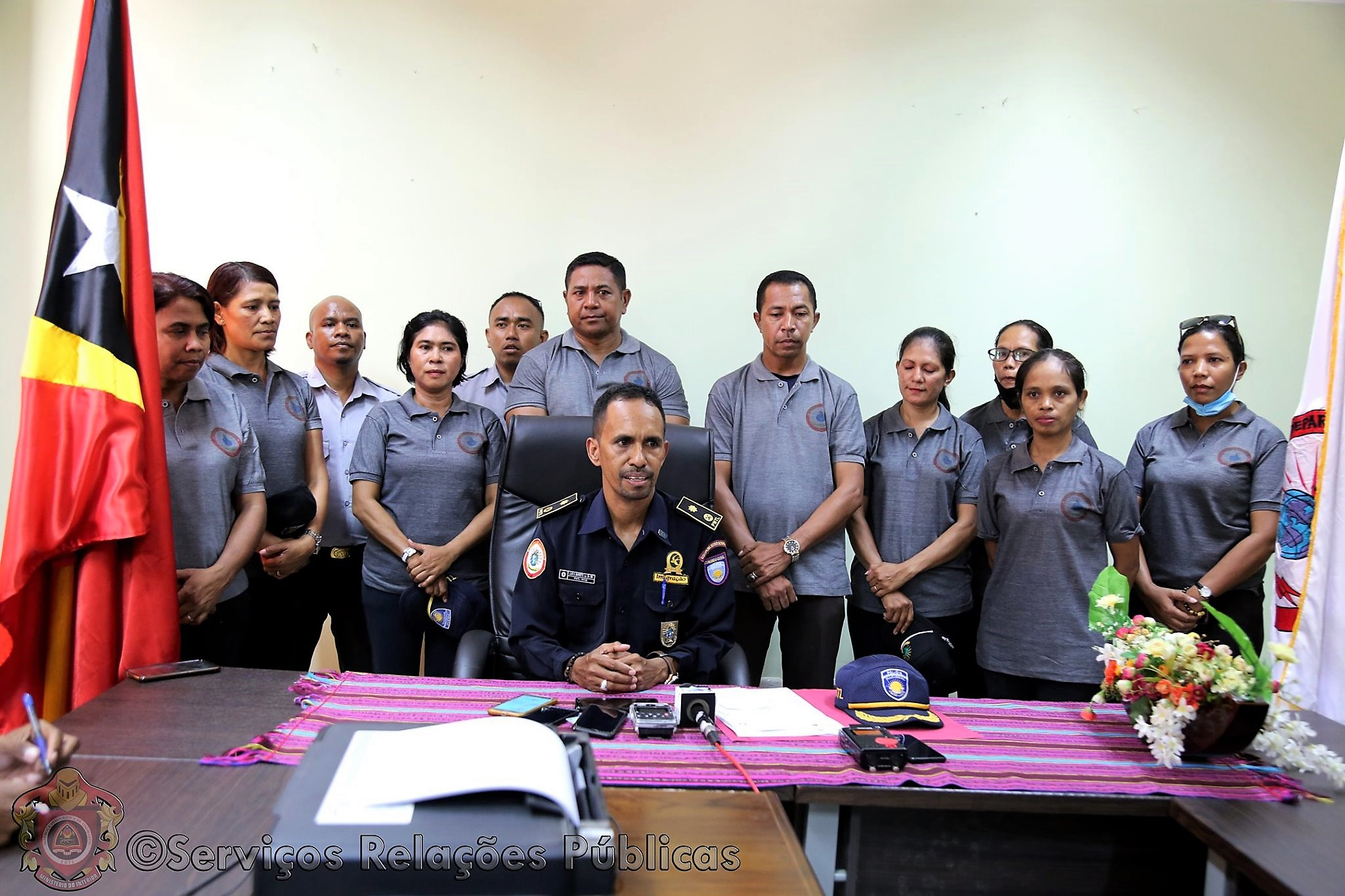
Generaldirektor Luís Soares Barreto (2020–2023)

Der Dienst wurde Anfang 2003 in seiner heutigen Form als Abteilung (Departamento) der Nationalpolizei Osttimors (PNTL) gegründet. Im August 2008 erfolgte mit dem Gesetz 31/2008 die Ausgliederung als eigenständiger Dienst, der dem Verteidigungsministerium unterstellt ist.
Der Dienst hat etwa hundert Mitarbeiter und ist für die zivile Einreisekontrolle an allen Grenzübergängen, Flughäfen und Häfen verantwortlich. Er entscheidet über eine Visavergabe bei der Ankunft und bearbeitet Anträge für weitere Visa, die Personen nach der Ankunft in Osttimor in Zusammenarbeit mit der Abteilung für konsularische Angelegenheiten des Außenministeriums erteilt werden. Der Dienst ist auch für die Verwaltung anderer Funktionen des Einwanderungs- und Asylgesetzes von 2003 (LIA) verantwortlich, einschließlich der Registrierung von Ausländern und der gesetzlich vorgeschriebenen Durchsetzungsbefugnisse gemäß dessen Bestimmungen.

## Geschichte

Logo des Departamento de Migração

Nach Abzug der indonesischen Besatzung übernahm zunächst die Übergangsverwaltung der Vereinten Nationen für Osttimor (UNTAET) die Verantwortung für die Einreisekontrolle nach Osttimor. Die Schaffung erfolgte mit der UNTAET Regulation Nr. 2000/9. Nach der Unabhängigkeit Osttimors am 20. Mai 2002 übernahm das Land mit dem Gesetz 4/2002 vom 12. November 2002 selbst die Aufgabe und übertrug sie an die Nationalpolizei. Die Verantwortung wurde in drei Schritten übernommen. Am 13. Januar 2003 am Flughafen Presidente Nicolau Lobato (Dili), am 21. Januar für die Visavergabe den Flughafen Baucau und den Hafen von Dili und am 1. März für die Grenzübergänge zu Indonesien. Zwischen dem 13. Januar und dem 15. Oktober 2003 unterlagen die Einwanderungsbestimmungen einer Kombination aus zwei Rechtsakten, der UNTAET-Verordnung 2000/9 und dem Gesetz 4/2002, bis die notwendigen Gesetze zur PNTL und zum Einwanderungs- und Asylrecht In Kraft getreten waren.

## Gesetzlicher Hintergrund

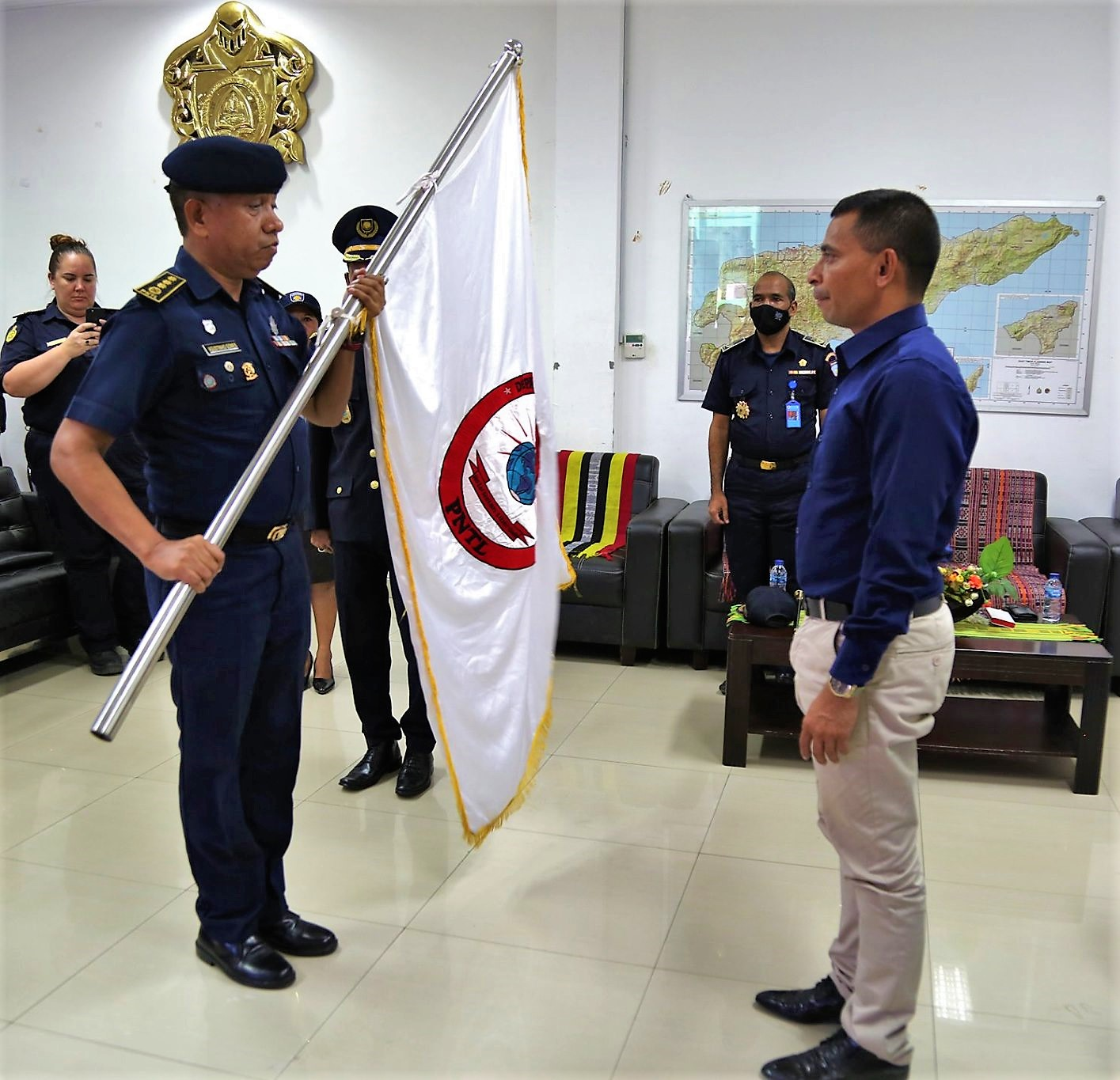
Amtsübergabe 2020: Der abtretende Generaldirektor Gomes übergibt die Fahne des Serviço de Migração de Timor-Leste zurück an Vize-Innenminister Armindo

Am 15. Oktober 2003 wurde das Einwanderungs- und Asylgesetz (Gesetz 9/2003, LIA) verabschiedet. Der Nationalpolizei wurden gemäß Artikel 2 Nummer 2 des Gesetzes 8/2004 die Überwachung der Grenzen durch Kontrolle des Personen- und Warenverkehrs in Absprache mit anderen Behörden und die Gewährleistung der Einhaltung der Verfahren für die Einreise, den Aufenthalt, die Ausreise und die Ausweisung von Ausländern aus dem Hoheitsgebiet. Die Aufgaben des damaligen Departamento de Migração wurde in Artikel 20 des Polizeigesetzes definiert:
1. Kontrolle der Einreise, des Aufenthalts und der Ausreise ausländischer Staatsbürger in das Hoheitsgebiet
2. Visaerteilung in Übereinstimmung mit dem Gesetz
3. Durchführung von Familienzusammenführungen
4. Durchführung von Ausweisungen von ausländischen Staatsbürger
5. sonstige Aufgaben im Rahmen der Mission[2]

Indonesien und Osttimor unterzeichneten am 29. Februar 2000 in Dili ein Abkommen über traditionelle Grenzübergänge und regulierte Märkte. Ergänzend dazu verabschiedete das Nationalparlament Osttimors am 28. Mai 2009 den Parlamentsbeschluss 21/2009.

## Generaldirektoren

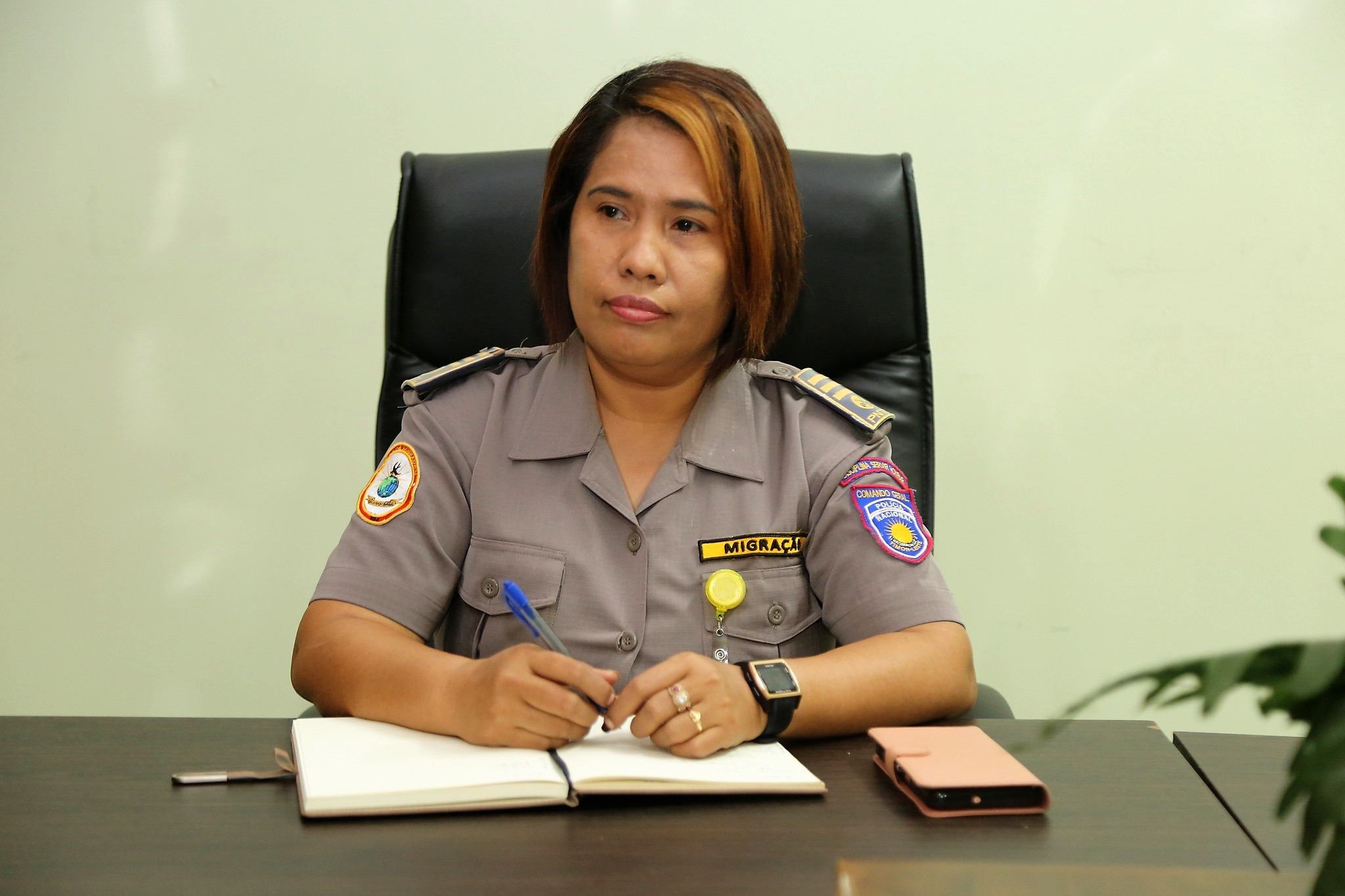
Adelaide da Rosa (2023), die siebte Generaldirektorin der Einwanderungsbehörde

| Generaldirektor Serviço de Migração de Timor-Leste |                                                        |
| Name                                               | Dienstzeit                                             |
| Boavida Ribeiro                                    | um 2014 – 2019                                         |
| Superintendente Agostinho Gomes                    | 2019 – Juli 2020                                       |
| Superintendente João Belo dos Reis                 | Juli 2020 – November 2022                              |
| Superintendente Asistente Luís Soares Barreto      | 5. November 2020 – 2022                                |
| Inspektorin Adelaide da Rosa                       | 2022 geschäftsführend; seit 29. März 2023 Amtsträgerin |